# Paulo Christiano de Anchietta Garcia
Paulo Christiano de Anchietta Garcia est un herpétologiste brésilien.
Diplômé de l'Universidade Estadual Paulista Júlio de Mesquita Filho, il enseigne à l'Université fédérale du Minas Gerais et travaille au musée de zoologie de l'Université de São Paulo.
C'est un spécialiste de la systématique des anoures.

## Quelques Taxons décrits
- Bokermannohyla Faivovich, Haddad, Garcia, Frost, Campbell & Wheeler, 2005
- Bromeliohyla Faivovich, Haddad, Garcia, Frost, Campbell & Wheeler, 2005
- Charadrahyla Faivovich, Haddad, Garcia, Frost, Campbell & Wheeler, 2005
- Cruziohyla Faivovich, Haddad, Garcia, Frost, Campbell & Wheeler, 2005
- Ecnomiohyla Faivovich, Haddad, Garcia, Frost, Campbell & Wheeler, 2005
- Helicops nentur Costa, Santana, Leal, Koroiva & Garcia, 2016
- Hypsiboas curupi Garcia, Faivovich & Haddad, 2007
- Hypsiboas poaju Garcia, Peixoto &  Haddad, 2008
- Ischnocnema manezinho (Garcia, 1996)
- Isthmohyla Faivovich, Haddad, Garcia, Frost, Campbell & Wheeler, 2005
- Itapotihyla Faivovich, Haddad, Garcia, Frost, Campbell & Wheeler, 2005
- Leptodactylus ajurauna Berneck, Costa &  Garcia, 2008
- Megastomatohyla Faivovich, Haddad, Garcia, Frost, Campbell & Wheeler, 2005
- Myersiohyla Faivovich, Haddad, Garcia, Frost, Campbell & Wheeler, 2005
- Paratelmatobius yepiranga Garcia, Berneck & Costa, 2009
- Sphaenorhynchus caramaschii Toledo, Garcia, Lingnau & Haddad, 2007
- Tlalocohyla Faivovich, Haddad, Garcia, Frost, Campbell & Wheeler, 2005
- Trachycephalus mambaiensis Cintra, Silva, Silva, Garcia & Zaher, 2009

 Garcia est l’abréviation habituelle de Paulo Christiano de Anchietta Garcia en zoologie.

Consulter la liste des abréviations d'auteur en zoologie ou la liste des taxons zoologiques assignés à cet auteur par ZooBank